# Stéphane Thidet
 (mars 2021).
Si vous disposez d'ouvrages ou d'articles de référence ou si vous connaissez des sites web de qualité traitant du thème abordé ici, merci de compléter l'article en donnant les références utiles à sa vérifiabilité et en les liant à la section « Notes et références ».
Stéphane Thidet est un artiste contemporain français. Il vit et travaille à Paris.

## Biographie
Diplômé de l’École supérieure d'art et design Le Havre-Rouen en 1996, il poursuit sa formation à l’École nationale supérieure des beaux-arts de Paris dont il sort diplômé avec les félicitations du jury en 2002. Stéphane Thidet a également étudié à la Koninklijke Academie van Beeldende Kunsten à La Haye, ainsi qu'à la Cooper Union School à New York. 
Son travail multiforme inclut la sculpture et l’installation. 
Stéphane Thidet crée des univers où s’opèrent des décalages, des pas de côté. Ses œuvres mettent en scène sa vision de la réalité imprégnée de fiction et de poésie. Elles dévoilent une certaine perte d’innocence, une inquiétude, qui, par l’état de tension permanent qu’elles supposent, provoquent une agitation, un tumulte intérieur fécond. Les choses et les situations se soustraient à un usage habituel du monde au profit d’une réalité hybride, qui installe un jeu de lectures croisées.
Stéphane Thidet est représenté par la Galerie Aline Vidal à Paris et Laurence Bernard à Genève.

## Expositions

### Expositions personnelles
- 2019
  - Le tour du vide, Le Carré, Château-Gontier
  - There is no Darkness, Domaine de Chaumont-sur-Loire, Chaumont-sur-Loire
- 2018
  - Orage, La Maréchalerie, Versailles
  - Détournement, La Conciergerie, Paris
  - Solitaire, Chiesa di Santa Monaca, Florence, Italie
- 2017
  - Tout un monde, Fondation pour l’Art Contemporain- Espace Écureuil, Toulouse
  - Sur le fil, Le Pavillon Blanc, Colomiers
- 2016
  - Désert, Abbaye de Maubuisson, Saint-Ouen l’Aumône
  - Une Histoire vraie, Fiac hors-les-murs, Galerie Aline Vidal, Paris. Musée National Eugène Delacroix, Paris
  - Solitaire, Collège des Bernardins, Paris
- 2015
  - Au fond du jardin, Galerie Michel Journiac, Université Panthéon-Sorbonne, Paris
  - Excepté le soleil, Galerie Laurence Bernard, Genève, Suisse
- 2014
  - Les Crieurs, Le Cairn, Digne-les-bains
- 2013
  - Après après, Galerie Aline Vidal, Paris
- 2012
  - Les habités, Le Cairn, Digne-les-bains
- 2011
  - Du vent, FRAC Basse-Normandie, Caen
  - Je n’existe pas, Centre d’Art Bastille, Grenoble
  - Vie sauvage, La Maison Rouge, Paris
- 2010
  - Impasse, Galerie Aline Vidal, Paris
  - Chair, Galerie Saint-Séverin, Paris
- 2009
  - Crépuscule, Lab-Labanque, Béthune
- 2008
  - Dehors, Le Grand Café, Saint-Nazaire
  - L’ennui, Les Réservoirs, Limay
- 2007
  - Les rives du Pédiluve (avec Julien Berthier), Crac Alsace, Altkirch
- 2006
  - Dernier Ticket, Galerie Aline Vidal, Paris
- 2001
  - Le discours, Public>, Paris
- 1999
  - Opéra, mémoire vive/mémoire morte (avec Alex Pou et Julien Berthier), Public>, Paris
  - The Game (avec Alex Pou), Galerie Nathalie Obadia / ISEA 2000, Paris
- 1997
  - Lost photos, Academie voor Beeldende Kunsten, La Haye, Pays-Bas
- 1996
  - Techniques mixtes, Espace Philippe-Auguste, Vernon

### Expositions collectives
- 2019
  - La Lune, Grand Palais, Paris
  - Souvenirs de voyage, Musée de Grenoble, Grenoble D’un soleil à l’autre, Base sous-marine, Bordeaux
- 2018
  - Dayly +, Biennale de Taipei, Our Museum, Taipei, Taiwan
  - Retour de Fordlândia, avec Suspended Spaces, La Colonie, Paris / La Tôlerie, Clermont-Ferrand L’envol, La Maison Rouge, Paris
  - DE(S)RIVES, une itinérance dans l’Île Saint- Louis, Galerie Aline Vidal, Paris
  - Sculpter (faire à l’atelier), Musée des Beaux-Arts de Rennes, Rennes
  - A collective experience, avec Suspended Spaces, BPS 22, Charleroi, Belgique
- 2017
  - Le Voyage d’Hiver,Château de Versailles, Versailles
  - Voorlinden Museum, Wassenaar, Pays-Bas
  - International New Media Art Festival, Diaoyu Fortress, Hechuan, China
  - 3 years anniversary group show, Galerie Laurence Bernard, Genève, Suisse Un été au Havre, Bassin du Commerce, Le Havre
  - Monts et Merveilles, Le Portique, Le Havre
  - Le partage des eaux, Parc des Monts d’Ardèche
  - Un Monde Intranquille, CAC, Meymac
- 2016
  - Nuit Blanche, Parvis de l’Hotel de Ville, Paris
  - Gigantesque !, Domaine Pommery, Reims
  - Switch On !, Palácio Pombal, Lisbonne, Portugal
  - Day  for night, collection video d’Antoine de Galbert, Le SHED, Notre Dame de Bondeville
  - Sortir du Livre, Mains d’œuvres, Saint-Ouen
- 2015
  - 3ème Biennale industrielle d’art contemporain de l’Oural, Ekaterinburg, Russie
  - Il faut imaginer Sisyphe heureux, Biennale d’art contemporain, Vern-sur-Seiche
  - Un été dans la Sierra, Frac île-de–France, Le Château de Rentilly, Bussy-Saint-Martin
  - Élévations, collection B. Decharme et A. de Galbert, Palais Idéal du Facteur Cheval, Hauterives
  - Sortir du livre, Mains d’œuvres, Saint-Ouen
  - From Walden to Space, Pioneer Works, New York
  - FOMO, Friche Belle de Mai, Marseille
  - Habiter, Domaine de Chamarande, Chamarande
  - A  Night of Philosophy, Ukrainian Institute of America, New York
- 2014
  - Inside, Palais de Tokyo, Paris
  - Blue Movie, Galerie Eva Hober, Paris
  - Chapeau !, La Vitrine, Paris
  - Portizmir 3 (It’s Enough !), Austro-Turk Tobacco Warehouse, Izmir
  - A book between two stools, Boghossian Foundation - Villa Empain, Bruxelles 
  - La Collection impossible, Fondation Fernet-Branca, Saint-Louis
- 2013
  - Nuit Blanche Mayenne, Le Kiosque/Couvent de la Visitation, Mayenne
  - De leur temps, Hangar à Bananes, Nantes
  - Faire la Mort avec toi, Galerie RDV, Nantes
  - Pièces d'été, rives du Lac Saint-Point, Malbuisson
  - La quatrième dimension, Musée d’Art Moderne et d’Art Contemporain, Nice
- 2012
  - panOramas, le Parc des Coteaux en biennale, Bordeaux
  - Entr’actes, Galerie Aline Vidal, Paris
  - Fantastic, Gare Saint Sauveur, Lille
  - Monuments et imaginaires, Tour de la Lanterne, La Rochelle
  - 21 X 29,7, Galerie de Roussan, Paris
  - Electroshield, projet / réplique, Galerie Mélanie Rio, Paris
  - Pour que les murs s’en souviennent, Galerie Aline Vidal, Paris
- 2011
  - My Paris, Me Collectors Room, Berlin (Allemagne)
  - Dock Art Fair, stand Aline Vidal, Lyon
  - Célébration(s), L’Iselp, Bruxelles (Belgique)
  - Ceci n’est pas un casino, Villa Merkel, Esslingen am Neckar (Allemagne)
- 2010
  - Fiac 2010, stand Aline Vidal, Paris
  - Nos meilleurs souvenirs, Domaine Pommery, Reims
  - Previously on Optical Sound, Galerie Frédéric Giroux, Paris
  - Ceci n’est pas un casino, Casino Luxembourg (Luxembourg)
  - 10 ans : un musée..., Les Abattoirs, Musée d’art moderne et contemporain, Toulouse
- 2009
  - Polyèdres, Palais de Tokyo, Paris
  - Le temps de la fin, espace d’art contemporain La Tôlerie, Clermont-Ferrand
  - Fiac 2009, stand Aline Vidal, Paris

## Collections publiques
- Fonds National d’Art Contemporain
- Fonds Municipal de la Ville de Paris
- Fonds Régional d’Art Contemporain d’Alsace

## Commande publique
- 2017 : Le Partage des Eaux, Parc des Monts d’Ardèche

Un été au Havre, Ville du Havre
- 2009 : 1% artistique, région Rhône-Alpes
- 2014 : Commande pour le Musée Carnavalet, Fonds Municipal de la Ville